# Premio César per il miglior sonoro
Il premio César per il miglior suono (César du meilleur son) è un premio cinematografico francese assegnato annualmente dall'Académie des arts et techniques du cinéma a partire dal 1976.

## Albo d'oro
I vincitori sono indicati in grassetto, a seguire gli altri candidati.

### Anni 1976-1979
- 1976: Nara Kollery e Luc Perini - Luna nera (Black moon)
  - Bernard Aubouy - Frau Marlene (Le vieux fusil)
  - Harrick Maury e Harald Maury - Hu-Man
  - Michel Vionnet - India song
- 1977: Jean-Pierre Ruh - Mado
  - Antoine Bonfanti - Je t'aime moi mon plus
  - Jean Labussière - Mr. Klein (Monsieur Klein)
  - Paul Lainé - Barocco
  - Paul Lainé - La Meilleure Façon de marcher
- 1978: René Magnol e Jacques Maumont - Providence
  - Bernard Aubouy - Gazzosa alla menta (Diabolo menthe)
  - Paul Lainé - Gli aquiloni non muoiono in cielo (Dites-lui que je l'aime)
  - Pierre Ley e François Bel - La griffe et la dent
  - Jean-Pierre Ruh - La vita davanti a sé (La vie devant soi)
- 1979: William Robert Sivel - L'état sauvage
  - Alix Comte - Molière
  - Pierre Lenoir - Una donna semplice (Une histoire simple)
  - Harald Maury - Judith Therpauve

### Anni 1980-1989
- 1980: Pierre Gamet - Chiaro di donna (Clair de femme)
  - Alain Lachassagne - Martin et Léa
  - Pierre Lenoir - Retour à la bien-aimée
  - Jean-Pierre Ruh - Il fuorilegge (Perceval le Gallois)
- 1981: Michel Laurent - L'ultimo metrò (Le dernier métro) 
  - Michel Desrois - La morte in diretta (La mort en direct)
  - Pierre Lenoir - Una brutta storia (Un mauvais fils)
  - Jean-Pierre Ruh - La banchiera (La banquière)
- 1982: Jean-Pierre Ruh - Diva
  - Pierre Gamet - Malevil
  - Paul Lainé - Guardato a vista (Garde à vue)
  - Harald Maury - Bolero (Les uns et les autres)
- 1983: William Robert Sivel e Claude Villand - La signora è di passaggio (La passante du Sans-Souci) 
  - Pierre Gamet e Jacques Maumont - Les quarantièmes rugissants
  - Gérard Lamps e André Hervée - Una camera in città (Une chambre en ville)
  - Piotr Zawadzki, Dominique Hennequin e Jean-Pierre Ruh - Danton
- 1984: Jean Labussière e Gérard Lamps - Ciao amico (Tchao Pantin)
  - Jacques Maumont e Pierre Lenoir - Garçon!
  - Nadine Muse, Paul Lainé e Maurice Gilbert - Mia dolce assassina (Mortelle randonnée)
  - Jean-Louis Ughetto e Luc Yersin - L'Argent
- 1985: Dominique Hennequin, Guy Level e Harald Maury - Carmen
  - Pierre Gamet e Jacques Maumont - L'amour à mort
  - Jean-Paul Loublier, Claude Villand e Pierre Gamet - Fort Saganne
  - Claude Villand, Bernard Leroux e Guillaume Sciama - Souvenirs souvenirs
- 1986: Gérard Lamps, Luc Perini, Harrik Maury e Harald Maury  - Subway
  - Dominique Hennequin e Pierre Gamet - Harem
  - Paul Lainé e Gérard Lamps - L'Effrontée - Sarà perché ti amo? (L'Effrontée)
  - Jean-Louis Ughetto e Dominique Hennequin - Rendez-vous
- 1987: Bernard Leroux, Claude Villand, Michel Desrois e William Flageollet - Round Midnight - A mezzanotte circa (Autour de Minuit)  
  - Pierre Gamet, Laurent Quaglio e Dominique Hennequin - Jean de Florette
  - Dominique Hennequin e Bernard Bats - Lui portava i tacchi a spillo (Tenue de soirée)
  - Alain Lachassagne e Dominique Dalmasso - Thérèse
- 1988: Jean-Claude Laureux, Claude Villand e Bernard Leroux - Arrivederci ragazzi (Au revoir les enfants) 
  - Bernard Bats e Gérard Lamps - Un uomo innamorato (Un homme amoureux)
  - Jean-Louis Ughetto e Dominique Hennequin - Les Innocents
- 1989: Pierre Befve, Gérard Lamps e François Groult - Le grand bleu
  - Bernard Leroux, Claude Villand e Laurent Quaglio - L'orso (L'ours)
  - Guillaume Sciama, Dominique Hennequin e François Groult - Camille Claudel

### Anni 1990-1999
- 1990: Pierre Lenoir e Dominique Hennequin - L'insolito caso di Mr. Hire (Monsieur Hire) 
  - Gérard Lamps, William Flageollet e Michel Desrois - La vita e niente altro ( La vie et rien d'autre)
  - Claude Villand e Pierre Gamet - Bunker Palace Hôtel
- 1991: Pierre Gamet e Dominique Hennequin - Cyrano de Bergerac
  - Michel Barlier, Pierre Befve e Gérard Lamps - Nikita
  - Henri Morelle, Pierre-Alain Besse e François Musy - Nouvelle Vague
- 1992: Anne Le Campion, Pierre Gamet, Gérard Lamps e Pierre Verany - Tutte le mattine del mondo (Tous les matins du monde) 
  - Vincent Arnardi e Jérôme Thiault - Delicatessen
  - Jean-Pierre Duret e François Groult - Van Gogh
- 1993: Dominique Hennequin e Guillaume Sciama - Indocina (Indochine) 
  - Paul Lainé e Gérard Lamps - L'accompagnatrice (L'accompagnatrice)
  - Pierre Lenoir e Jean-Paul Loublier - Un cuore in inverno  (Un cœur en hiver)
- 1994: Jean-Claude Laureux e William Flageollet - Tre colori: Film Blu (Trois couleurs: Bleu) 
  - Bernard Bats e Gérard Lamps - Smoking/No Smoking
  - Pierre Gamet e Dominique Hennequin - Germinal
- 1995: Jean-Paul Mugel e Dominique Hennequin - Farinelli - Voce regina (Farinelli) 
  - William Flageollet e Jean-Claude Laureux - Tre colori: Film Rosso (Trois couleurs: Rouge)
  - François Groult, Pierre Excoffier, Gérard Lamps e Bruno Tarrière - Léon
- 1996: Pierre Gamet, Jean Goudier e Dominique Hennequin - L'ussaro sul tetto (Le hussard sur le toit) 
  - Dominique Dalmasso e Vincent Tulli - L'odio (La haine)
  - Pierre Lenoir e Jean-Paul Loublier - Nelly e Mr. Arnaud (Nelly et monsieur Arnaud)
- 1997: Philippe Barbeau, Laurent Quaglio e Bernard Leroux - Microcosmos - Il popolo dell'erba (Microcosmos) 
  - Paul Lainé e Jean Goudier - Ridicule
  - Gérard Lamps e Michel Desrois - Capitan Conan (Capitaine Conan)
- 1998: Jean-Pierre Laforce, Michel Klochendler e Pierre Lenoir - Parole, parole, parole... (On connaît la chanson) 
  - Daniel Brisseau - Il quinto elemento (Le cinquième élément)
  - Pierre Gamet e Gérard Lamps - Le cousin
- 1999: Vincent Tulli e Vincent Arnardi - Taxxi (Taxi) 
  - Jean-Pierre Duret e Dominique Hennequin - Place Vendôme
  - Guillaume Sciama e Jean-Pierre Laforce - Ceux qui m'aiment prendront le train

### Anni 2000-2009
- 2000: Vincent Tulli, François Groult e Bruno Tarrière - Giovanna d'Arco (Jeanne d'Arc)  
  - Paul Lainé e Dominique Hennequin - La ragazza sul ponte (La fille sur le pont)
  - Guillaume Sciama e William Flageollet - I ragazzi del Marais (Les enfants du Marais)
- 2001: François Maurel, Gérard Lamps e Gérard Hardy - Harry, un amico vero (Harry, un ami qui vous veut du bien) 
  - Henri Morelle e Dominique Dalmasso - Le roi danse
  - Vincent Tulli e Cyril Holtz - I fiumi di porpora (Les rivières pourpres)
- 2002: Cyril Holtz e Pascal Villard - Sulle mie labbra (Sur mes lèvres) 
  - Vincent Arnardi, Gérard Hardy e Jean Umansky - Il favoloso mondo di Amélie (Le fabuleux destin d'Amélie Poulain)
  - Cyril Holtz e Jean-Paul Mugel - Il patto dei lupi (Le pacte des loups)
- 2003: Jean-Marie Blondel, Gérard Hardy e Dean Humphreys - Il pianista (The Pianist) 
  - Dominique Gaborieau e Pierre Gamet - Amen. (Amen)
  - Pierre Gamet, Benoît Hillebrant e Jean-Pierre Laforce - 8 donne e un mistero (8 Femmes)
- 2004: Jean-Marie Blondel, Gérard Hardy e Gérard Lamps - Mai sulla bocca (Pas sur la bouche) 
  - Pierre Gamet, Jean Goudier e Dominique Hennequin - Bon Voyage
  - Olivier Goinard, Jean-Pierre Laforce e Jean-Paul Mugel - Anime erranti (Les Égarés)
- 2005: Daniel Sobrino, Nicolas Cantin e Nicolas Naegelen - Les choristes - I ragazzi del coro (Les choristes) 
  - Pierre Mertens, François Maurel, Sylvain Lasseur e Joël Rangon - 36 Quai des Orfèvres
  - Jean Umansky, Gérard Hardy e Vincent Arnardi - Una lunga domenica di passioni (Un long dimanche de fiançailles)
- 2006: Laurent Quaglio e Gérard Lamps - La marcia dei pinguini (La Marche de l'empereur) 
  - Guillaume Sciama, Benoît Hillebrant e Olivier Dô Hùu - Gabrielle
  - Brigitte Taillandier, Pascal Villard, Cyril Holtz e Philippe Amouroux - Tutti i battiti del mio cuore (De battre mon cœur s'est arrêté)
- 2007: François Musy e Gabriel Hafner - Quand j'étais chanteur
  - Jean-Marie Blondel, Thomas Desjonquères e Gérard Lamps - Cuori (Coeurs)
  - Jean-Jacques Ferran, Nicolas Moreau e Jean-Pierre Laforce - Lady Chatterley
  - Pierre Gamet, Jean Goudier e Gérard Lamps - Non dirlo a nessuno (Ne le dis à personne)
  - Olivier Hespel, Olivier Walczak, Franck Rubio e Thomas Gauder - Days of Glory (Indigènes)
- 2008: Laurent Zeilig, Pascal Villard e Jean-Paul Hurier - La vie en rose (La Môme) 
  - Guillaume Le Bras, Valérie Deloof, Agnes Ravez e Thierry Delor - Les chansons d'amour
  - Antoine Deflandre, Germain Boulay e Eric Tisserand - Giorni di guerra (L'Ennemi intime)
  - Thierry Lebon, Eric Chevallier e Samy Bardet - Persepolis
  - Jean-Paul Mugel, Francis Wargnier e Dominique Gaborieau - Lo scafandro e la farfalla (Le scaphandre et le papillon)
- 2009: Jean Minondo, Gérard Hardy, Alexandre Widmer, Loïc Prian, François Groult e Hervé Buirette - Nemico pubblico N. 1 - L'istinto di morte (Mesrine: L'instinct de mort) / Nemico pubblico N. 1 - L'ora della fuga (Mesrine: L'ennemi public n° 1)
  - Jean-Pierre Laforce, Nicolas Cantin e Sylvain Malbrant - Racconto di Natale (Un conte de Noël)
  - Olivier Mauvezin; Agnes Ravez e Jean-Pierre Laforce - La classe - Entre les murs (Entre les murs)
  - Daniel Sobrino, Roman Dymny e Vincent Goujon - Paris 36 (Faubourg 36)
  - Philippe Vandendriessche, Emmanuel Croset e Ingrid Ralet - Séraphine

### Anni 2010-2019
- 2010: Pierre Excoffier, Bruno Tarrière e Selim Azzazi - Il concerto (Le Concert)
  - Pierre Mertens, Laurent Quaglio e Eric Tisserand - Welcome
  - François Musy e Gabriel Hafner - À l'origine
  - Brigitte Taillandier, Francis Wargnier e Jean-Paul Hurier - Il profeta (Un prophète)
  - Jean Umansky, Gérard Hardy e Vincent Arnardi - L'esplosivo piano di Bazil (Micmacs à tire-larigot)
- 2011: Daniel Sobrino, Jean Goudier e Cyril Holtz - Gainsbourg (vie héroïque)
  - Philippe Barbeau, Jerôme Wiciak e Florent Lavallée - Océans
  - Jean-Marie Blondel, Thomas Desjonquières e Dean Humphreys - L'uomo nell'ombra (The Ghost Writer)
  - Jean-Jacques Ferrand, Vincent Guillon e Eric Bonnard - Uomini di Dio (Des hommes et des dieux)
  - Olivier Mauvezin, Séverin Favriau e Stéphane Thiebaut - Tournée
- 2012: Olivier Hespel, Julie Brenta e Jean-Pierre Laforce - Il ministro - L'esercizio dello Stato (L'Exercice de l'État)
  - Pascal Armant, Jean Goudier e Jean-Paul Hurier - Quasi amici - Intouchables (Intouchables)
  - Jean-Pierre Duret, Nicolas Moreau e Jean-Pierre Laforce - L'Apollonide - Souvenirs de la maison close
  - Nicolas Provost, Rym Debbarh-Mounir ed Emmanuel Croset - Polisse
  - André Rigaut, Sébastien Savine e Laurent Gabiot - La guerra è dichiarata (La guerre est déclarée)
- 2013: Antoine Deflandre, Germain Bouylay ed Eric Tisserand – Cloclo
  - Brigitte Taillandier, Francis Wargnier e Olivier Goinard – Les Adieux à la Reine
  - Guillaume Sciama, Nadine Muse e Jean-Pierre Laforce – Amour
  - Brigitte Taillandier, Pascal Villard e Jean-Paul Hurier – Un sapore di ruggine e ossa (De rouille et d'os)
  - Erwan Kerzanet, Josefina Rodriguez ed Emmanuel Croset – Holy Motors
- 2014: Jean-Pierre Duret, Jean Mallet e Mélissa Petitjean - Michael Kohlhaas
  - Marc-Antoine Beldent, Loïc Prian e Olivier Dô Hùu - Tutto sua madre (Les Garçons et Guillaume, à table!)
  - Philippe Grivel e Nathalie Vidal - Lo sconosciuto del lago (L'Inconnu du lac)
  - Lucien Balibar, Nadine Muse e Cyril Holtz - Venere in pelliccia (La Vénus à la fourrure)
  - Jérôme Chenevoy, Fabien Pochet e Jean-Paul Hurier - La vita di Adele (La Vie d'Adèle - Chapitres 1 & 2)
- 2015: Philippe Welsh, Roman Dymny, Thierry Delor – Timbuktu
  - Pierre André, Daniel Sobrino – Diamante nero (Bande de filles)
  - Jean-Jacques Ferran, Nicolas Moreau, Jean-Pierre Laforce – Bird People
  - Jean-Luc Audy, Guillaume Bouchateau, Antoine Baudouin, Niels Barletta – The Fighters - Addestramento di vita (Les Combattants)
  - Nicolas Cantin, Nicolas Moreau, Jean-Pierre Laforce – Saint Laurent
- 2016: François Musy e Gabriel Hafner - Marguerite
  - Daniel Sobrino, Valérie Deloof e Cyril Holtz - Dheepan - Una nuova vita (Dheepan)
  - Nicolas Provost, Agnès Ravez e Emmanuel Croset - Mon roi - Il mio re (Mon roi)
  - Ibrahim Gök, Damien Guillaume e Olivier Goinard - Mustang –
  - Nicolas Cantin, Sylvain Malbrant e Stéphane Thiébaut - Trois souvenirs de ma jeunesse
- 2017: Marc Engels, Fred Demolder, Sylvain Réty e Jean-Paul Hurier - L'Odissea (L'odyssée)
  - Brigitte Taillandier, Vincent Guillon e Stéphane Thiébaut - Mister Chocolat (Chocolat)
  - Jean-Paul Mugel, Alexis Place, Cyril Holtz e Damien Lazzerini - Elle
  - Martin Boissau, Benoît Gargonne et Jean-Paul Hurier - Frantz
  - Jean-Pierre Duret, Syvlain Malbrant et Jean-Pierre Laforce - Mal di pietre (Mal de pierres)
- 2018: Olivier Mauvezin, Nicolas Moreau e Stéphane Thiébault - Barbara
  - Julien Sicart, Valérie de Loof e Jean-Pierre Laforce - 120 battiti al minuto (120 battements par minute)
  - Jean Minondo, Gurwal Coïc-Gallas, Cyril Holtz e Damien Lazzerini - Ci rivediamo lassù (Au revoir là-haut)
  - Pascal Armant, Sélim Azzazi e Jean-Paul Hurier - C'est la vie - Prendila come viene (Le Sens de la fête)
  - Mathieu Descamps, Séverin Favriau e Stéphane Thiébault - Raw - Una cruda verità (Grave)
- 2019: Brigitte Taillandier, Valérie de Loof e Cyril Holtz - I fratelli Sisters (The Sisters Brothers)
  - Antoine-Basile Mercier, David Vranken e Aline Gavroy - La douleur
  - Cédric Deloche, Gwennolé Le Borgne e Marc Doisne - 7 uomini a mollo (Le Grand Bain)
  - Yves-Marie Omnès, Antoine Baudouin e Stéphane Thiébaut - Guy
  - Julien Sicart, Julien Roig e Vincent Verdoux - L'affido - Una storia di violenza (Jusqu'à la garde)

### Anni 2020-2029
- 2020: Nicolas Cantin, Thomas Desjonquères, Raphaëll Mouterde, Olivier Goinard e Randy Thom – Wolf Call - Minaccia in alto mare (Le Chant du loup)
  - Lucien Balibar, Aymeric Devoldère, Cyril Holtz, Niels Barletta – L'ufficiale e la spia (J'accuse)
  - Rémi Daru, Séverin Favriau, Jean-Paul Hurier – La belle époque
  - Arnaud Lavaleix, Jérôme Gonthier, Marco Casanova – I miserabili (Les Misérables)
  - Julien Sicart, Valérie de Loof, Daniel Sobrino – Ritratto della giovane in fiamme (Portrait de la jeune fille en feu)
- 2021: Yolande Decarsin, Jeanne Delplancq, Fanny Martin e Olivier Goinard - Adolescentes
  - Jean Minondo, Gurwal Coïc-Gallas e Cyril Holtz - Adieu les cons
  - Guillaume Valex, Frédéric Demolder e Jean-Paul Hurier - Io, lui, lei e l'asino (Antoinette dans les Cévennes)
  - Maxime Gavaudan, François Mereu e Jean-Paul Hurier - Les choses qu'on dit, les choses qu'on fait
  - Brigitte Taillandier, Julien Roig e Jean-Paul Hurier - Estate '85 (Été 85)
- 2022: Erwan Kerzanet, Katia Boutin, Maxence Dussère, Paul Heymans e Thomas Gauder - Annette
  - Olivier Mauvezin, Arnaud Rolland, Edouard Morin e Daniel Sobrino - Aline - La voce dell'amore (Aline)
  - Nicolas Provost, Nicolas Bouvet-Levrard e Marc Doisne - Black Box - La scatola nera (Boîte noire)
  - François Musy, Renaud Musy e Didier Lozahic - Illusioni perdute (Illusions perdues)
  - Mathieu Descamps, Pierre Bariaud e Samuel Aïchoun - Les Magnétiques
- 2023: François Maurel, Olivier Mortier e Luc Thomas - La notte del 12 (La Nuit du 12)
  - Cyril Moisson, Nicolas Moreau e Cyril Holtz - La vita è una danza (En corps)
  - Laurent Benaïm, Alexis Meynet e Olivier Guillaume - L'innocente (L'Innocent)
  - Cédric Deloche, Alexis Place, Gwennolé Le Borgne e Marc Doisne - November - I cinque giorni dopo il Bataclan (Novembre)
  - Jordi Ribas, Benjamin Laurent e Bruno Tarrière - Pacifiction - Un mondo sommerso (Pacifiction - Tourment sur les îles)
- 2024: Fabrice Osinski, Raphaël Sohier, Matthieu Fichet e Niels Barletta - The Animal Kingdom (Le Règne animal)
  - Julien Sicart, Fanny Martin, Jeanne Delplancq e Olivier Goinard - Anatomia di una caduta (Anatomie d'une chute)
  - Erwann Kerzanet, Sylvain Malbrant e Olivier Guillaume - Il caso Goldman (Le Procès Goldman)
  - Rémi Daru, Guadalupe Cassius, Loïc Prian e Marc Doisne - Je verrai toujours vos visages
  - David Rit, Gwennolé Le Borgne, Olivier Touche, Cyril Holtz e Niels Barletta - I tre moschettieri - D'Artagnan (Les Trois Mousquetaires: D'Artagnan) e I tre moschettieri - Milady (Les Trois Mousquetaires: Milady)
- 2025: Erwan Kerzanet, Aymeric Devoldère, Cyril Holtz e Niels Barletta – Emilia Pérez
  - Cédric Deloche, Gwennolé Le Borgne, Jon Goc e Marc Doisne – L'amore che non muore (L'Amour ouf)
  - David Rit, Gwennolé Le Borgne, Olivier Touche, Laure-Anne Darras, Marion Papinot, Marc Doisne e Samuel Delorme – Il conte di Montecristo (Le Comte de Monte-Cristo)
  - Pascal Armant, Sandy Notarianni e Niels Barletta – L'orchestra stonata (En fanfare)
  - Marc-Olivier Brullé, Pierre Bariaud, Charlotte Butrak e Samuel Aïchoun – La storia di Souleymane (L'Histoire de Souleymane)